# Skordalia

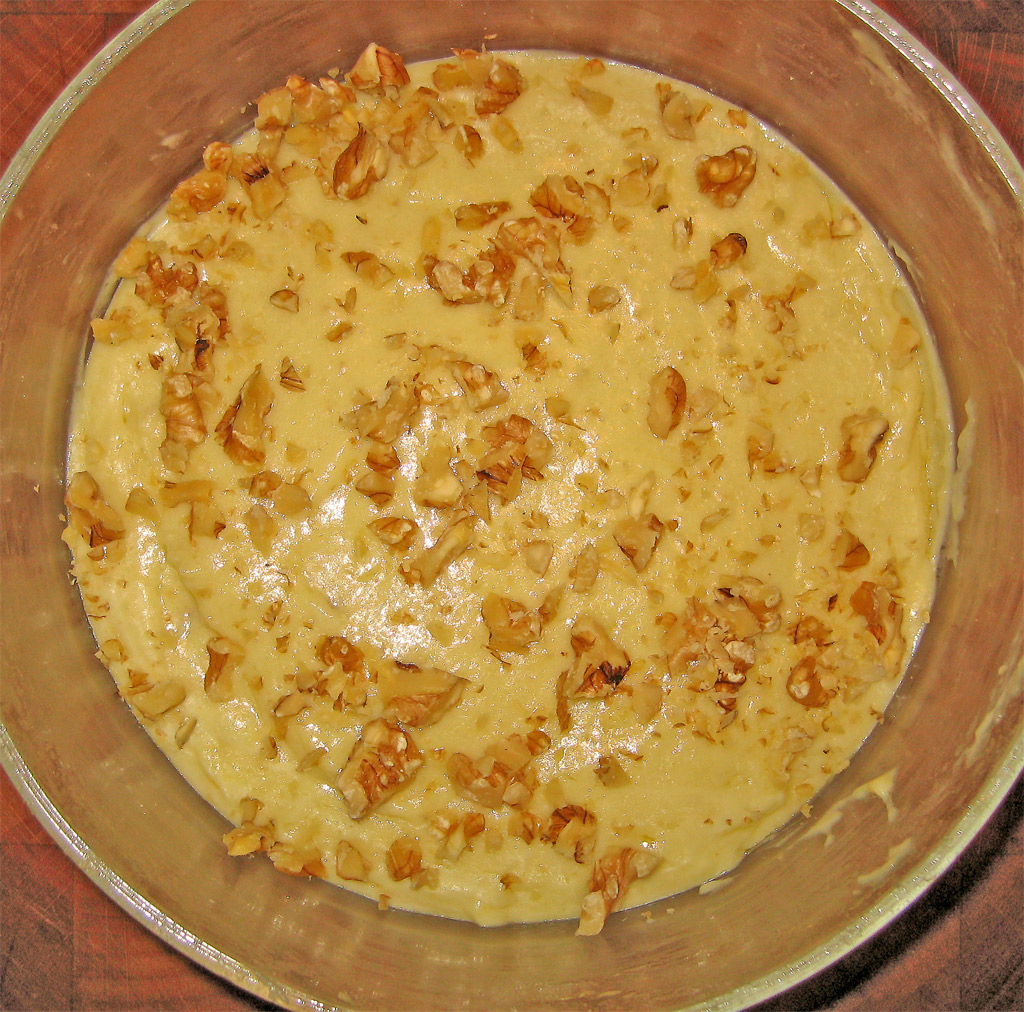
Skordalia z dodatkiem siekanych orzechów

Skordalia (ngr. σκορδαλιά, lm σκορδαλιές; także αλιάδα – aliada) – w kuchni greckiej przystawka w postaci purée bądź pasty lub zagęszczonego sosu. 
Sporządzana z roztartego czosnku z gęstszą podstawą (jak duszone ziemniaki, utłuczone migdały, orzechy włoskie albo namokły czerstwy chleb), ubijaną z oliwą z oliwek aż do osiągnięcia jednolicie gładkiej masy. Często dodaje się do niej ocet. Niektóre odmiany mogą zawierać jajka, powodujące zagęszczenie potrawy, co daje skutek podobny do prowansalskiej aïoli czy katalońskiej allioli. Na Wyspach Jońskich zamiast octu zazwyczaj dodaje się wywar z dorsza i cytrynę, a skordalię spożywa się tam jako danie główne.
Jako dodatek podawana jest zwykle z rybą smażoną w cieście (np. z dorszem solonym) i ze smażonymi warzywami – bakłażanami i kabaczkami w plastrach. Serwuje się ją także z rybą duszoną lub z gotowanymi warzywami, np. burakami. Wśród przystawek niekiedy używana jest też jako dip lub meze.
Etymologicznie nazwa ta ma mieć związek z potrawą starożytnych Ateńczyków  zwaną skorothalmi. Może też jednak być nowożytną leksykalną hybrydą greckiego i włoskiego słownictwa odnoszącego się do czosnku.